# 馬鹿よ貴方は
馬鹿よ貴方は（ばかよあなたは）は、サンミュージックプロダクション所属のお笑いコンビ。以前はコレクション・エンターテインメントやオフィス北野に所属していた。日清食品 THE MANZAI 2014・M-1グランプリ2015ファイナリスト。

## メンバー
新道 竜巳（しんどう たつみ、本名：濵島 英治郎〈はましま えいじろう〉1977年4月15日 - ）（48歳）
ツッコミ・ネタ作り担当。
千葉県袖ケ浦市出身、木更津総合高等学校卒業。身長177.7 cm、体重77 kg。足のサイズ26.5 cm、血液型はO型。
幼少期はお笑いが嫌いで人を笑わせることに嫌悪感があったものの、『オレたちひょうきん族』（フジテレビ）が人気になってからは徐々に自然とお笑いが受け入れられるようになっていたらしい。
高校卒業後、親から急き立てられるように上京。当初は俳優養成所「日活芸術学院」へ2年間通っていた。
日活芸術学院を出た後はお笑い養成所へ通い始める。最初は太田プロセミナー3か月コースへ入り、のち1999年にスクールJCAへ8期生として入学。芸人として初めて受けたオーディションはホリプロ主催の「第2のつぶやきシローを探せオーディション」。当時は緊張のあまり一言も喋れなかった。JCA時代は藤原という名前の相方とコンビ「藤原紀香」を組み、新道はスタンガンでツッコむという特異な芸風を見せていた。このコンビは相方が練習嫌いの上、M-1グランプリで負けるのを嫌がったのが元で解散。その後、改めてコンビ「ネットチャーハン」を結成。しかしこの時の相方が真面目過ぎるタイプで自分たちのネタを褒めちぎるばかりで、新道は「このままでは伸びない」と思い約1年で解散。2001年、改めてNSC東京校に7期生として入学。在学中後半の同年から2002年までコンビ「ピカソ」として活動し、「5じからバトル」等のライブに出演。本人が「ほとんど覚えていない」と述べている同期の中で、もう中学生とは現在でも親交がある。2006年から2007年まではイトキン（元・さむらい侍）、松本パーマらとトリオ「よーいどん」を組んでいた（2007年4月3日に松本脱退後はコンビとして活動）。
デビュー当初は本名で活動していたが、元々人前で緊張し易かったことから「芸名を付けたら緊張する癖も治るかもしれない」と考えて現在の芸名を付けた。この芸名には特に意味は無く、「本名でなければ何でも良かった」という。
趣味は救いのない漫画を読むこと。またカップラーメン・焼きそばを好んで食べるため、カップ麺を差し入れると非常に喜ばれる。好きな女性のタイプは童顔で巨乳。篠崎愛をデビュー当時から応援しており、TV番組で共演した際はCDにサイン・ツーショット写真を貰うことに成功した。特技は漫画原作（小池一門）、絵を描くこと。小池一夫の私塾に通っていた時期がある。
昔から友達は少なく家族や身近な人に話しかけるのも苦手で、趣味も無い上に遊び方もあまり知らないということで毎日日記を書くのが唯一のストレス解消法。長い時は5時間ほどかけることもあり、それでも苦にはならない。
以前所属していたコレクション・エンターテインメントの社長を務めていた。
時間にルーズで遅刻が多く、オフィス北野の面接でも「遅刻は直せない」と答えたこともあった。自身が主催する「新道竜巳の喋喋喋る」でも開場時間へ間に合わず開演直前になって登場することもザラで、その際も決して慌てたりはしない。ある日に遅刻した際、ファラオが新道になぜ遅刻するのか注意してみると「自分でも分かんねぇよ!」と逆ギレした。
2017年6月10日放送の『めちゃ×2イケてるッ! 芸能人遅刻総選挙SP』（フジテレビ）にて優勝を果たしている。サンミュージック移籍が決まった後、2人で『ビートたけしのTVタックル』（テレビ朝日）収録後のビートたけしの元へ挨拶しようとした際、新道は『TVタックル』を放送しているテレビ朝日ではなく日本テレビへ行ってしまったことがあった。さらにオフィス北野時代の担当だったマネジャーによると締め切りもあまり守らないらしいが、東京スポーツの連載の締め切りはきちんと守るという。
女性芸人が好きで、その持ち得る知識と分析力から「女芸人研究家」とも言われている。2016年4月から「新道竜巳の『女芸人研究室』」というタイトルのブログも始めている。2016年7月9日には自ら主催のライブ『新道竜巳と女芸人の雑談』を開催、その後2018年からは同じく自ら企画・主催するライブ「新道竜巳女芸人フェス」（第1回は2018年5月19日）を開催。東京スポーツ紙上にて、2018年4月から「馬鹿よ貴方は 新道竜巳『女芸人馬鹿売れ前夜』」を隔週連載している。2017年の第1回女芸人No.1決定戦 THE Wでは、1回戦初日から決勝戦まで東京・大阪両会場含めて全出場者のネタを観覧していた。また2020年4月からはnoteも開始し、自身そしてコンビの回顧録を1記事300円で販売している。
2015年7月からYouTubeにおいて坂巻裕哉（マッハスピード豪速球）・テラシマニアックを相方に、お笑いをマニアックに語る『ごみラジオ』を放送している。初期はゲスト名のボケ、中期はオープニングで決め台詞の「てやんでえ」を挿し込むボケを行なっていたが、現在は冒頭でボケずサッと本題に入るよう改善されている。お笑い業界内での視聴率は高く、小林圭輔（金属バット）と屋敷裕政（ニューヨーク）は『ごみラジオ』ファンを公言している。
2016年10月から、自らがホストとなって毎回ゲストを迎えてのトークライブ「新道竜巳の喋喋喋る」を中野440スタジオで開催している。受付・会計・音響も新道がワンオペで回しており、舞台上のホワイトボードにゲストの似顔絵を新道が描くのも定番化した。その後、「新道竜巳と雑談」「新道竜巳と大喜利」と主催ライブを次々に始めている。
テレビ出演で緊張しないよう、他のメンバーに自らを引き立ててもらいながらみんなで多くのメディア出演を目指すのを目的として、2017年9月より「新道竜巳軍団」を結成（メンバーは坂巻、岡野陽一、滝多津子、銀座ポップ、エル・カブキ、モダンタイムス、ラムズ(現在は解散)、XXCLUB、PLANET LEGEND・大西健介、目覚まし人間そうくん）。2017年9月5日に新道竜巳軍団として第1回目のライブ「新道竜巳軍団 vol.1 ～顔合わせの会～」を開催。

平井“ファラオ”光（ひらい ファラオ ひかる、本名：宇井 光〈うい ひかる〉1984年3月21日 - ）（41歳）
ボケ担当。
旧芸名：NP。
神奈川県出身。身長184 cm、体重64 kg。足のサイズ28cm、血液型はO型。
芸名のファラオは古代エジプト好きなことに由来し、平井は本名の宇井が聞き取りにくいと思ったため。ミドルネームが入る芸名はあまり無いからやってみようと名付けたもので「『“”』は必要なものでこだわりがある」とのこと。山本“KID”徳郁も意識している。
趣味は音楽鑑賞、古代エジプト考古学、サンリオ、カフェ、ギター、絵画鑑賞、落語鑑賞、アンティーク調家具集め。
特技は歌、口笛。バンドでボーカルを担っていた。
スイスのバンド・ゴットハードのファン。
女性は普通に好きだが、性欲があまり無い。ファーストキスは舞台上での男性芸人とのビジネスキス。
小学校時代のあだ名はでかくてしゃべらないため「フランケン」だった。小学校〜中学まで人見知りで一言も喋らなかった。現在も親に人見知りをする。
子供の頃からダウンタウンが好きだったものの特にお笑いをやろうとは思っておらず、中学時代は吹奏楽部で活動、高校を卒業したら音楽の道に進もうと考えて、高校時代からボーカルのレッスンも受けていた。しかしそれでも芸人の道を選んだ理由は、松本人志（ダウンタウン）の著書『遺書』を読んで「ホントに面白いヤツはクラスの人気者タイプではなく引っ込み思案な方」という一文に「僕もお笑いに向いているかも知れない」と思い立ったから。
2002年にNSC東京校へ8期生として入学。最初のネタ見せで講師から言われた感想は「お前、誰だ?」だった。NSC卒業後、インターネットの相方募集の掲示板で知り合った相方とコンビ「極東」を結成。この時の相方に誘われ、2005年10月、ワタナベコメディスクールに3期生として改めて入学するもしばらくして極東は解散。
極東解散後、しばらくしてコンビ「魔女狩り」を結成。だが当時の相方がファラオ曰く「子供的な精神」で、相方をコントロールする自信が無かったらしくワタナベコメディスクール卒業後しばらくして解散した。
THE MANZAI決勝当日は、みずほ（元八福亭）からプレゼントされた手作りの星のお守りを胸ポケットに入れていたおかげか、緊張せずにネタを演じられた。
酒に弱く、居酒屋ではアイスコーヒーを頼む。
猫舌である。『アメトーーク!』（テレビ朝日）にも「猫舌芸人」として出演した。
手の平の皺が薄すぎて「手相がない」と言われたことがある。
現在生やしている髭は、コンビ結成1〜2年ほどから伸ばし始めた。髭に眼鏡のスタイルは1960年代から1970年代にかけて活躍していたミュージシャンをイメージしており、理想はエリック・クラプトン。
早い笑いにはついていけない方で、「これは面白いと思ったら、せっかくだから余韻に浸っていたい」「自分は笑いを理解するのが遅い方かも知れない」とも話している。
プライベートではカズレーザー（メイプル超合金）と仲が良い。
カラオケではレッド・ツェッペリンやガンズ・アンド・ローゼズ、B'zなどを歌う。
緊張したりすると歯をカチカチ鳴らす癖がある。
マイメロディやクロミなどのサンリオキャラクターを好んでおり、「芸能界一のサンリオ通」とも言われる。同じくサンリオ好きの生田いく（デンコーセッカ、元アントワネット）、俳優の増本健一と「芸能サンリオ部」という非公式の秘密組織を結成し、SHOWROOM配信などSNSを中心に活動している。
三福エンターテイメント、おせつ（おせつときょうた）と「大人のお笑い」というユニットでも活動している。

## 来歴
- 新道が「よーいどん」のメンバーだった頃、東京・蒲田で行われたライブへ誘われて出演した際にファラオと初共演。その独特なキャラクターに新道が惹かれ「この人が相方なら、僕は面白い台詞を考え易い」と思い、共にピン芸人同士となっていた時期に新道から誘って試しに結成したのが始まり[2]。コンビ間での日常会話は極端に少なく、ファラオ曰く「ネタ以外のことで相方と話すのは“四言”くらい」[29]。
- コンビ名はカラオケボックスでネタ合わせをしている時に、曲のリストに載っていた演歌歌手・青山和樹の「馬鹿よ貴方は」という曲名から取ったのが由来[8][30]。ネタ練習のため集まったカラオケボックスで決まり、モニターに流れてくる曲のタイトルを新道が読み上げていって「馬鹿よ貴方は」のところでファラオの肩がピクリと動いたため名付けられた[31]。結成からこのコンビ名を付けるまでのしばらくの間は、単に「新道竜巳と平井“ファラオ”光」と2人の芸名を並べただけのコンビ名で出演していた他[4]、「新道竜巳とNP（エヌピー）(NPは「ナチュラルファラオ」の意味)」「新道竜巳と牧場の平井（まきばのひらい）」などと出演の度にコンビ名が変わっていた[31]。
- 2014年、日清食品 THE MANZAIにて認定漫才師50組に選出。その後、第1回本戦サーキットで1位を取りサーキットランキング3位で[32]決勝進出。これをきっかけに、同年暮れごろからオフィス北野所属となる[33]。
- 2015年、この年に復活したM-1グランプリ2015にて決勝進出を果たす。同年12月、スケジュールを1ヶ月勘違いするというハプニングが起きた。
- 2016年2月、第16回ビートたけしのエンターテインメント賞 日本芸能賞受賞。
- 2018年6月11日、オフィス北野を退所してサンミュージックへ移籍[33]。
- 2022年、M-1グランプリ2022にてファイナリスト経験者としては初となる1回戦敗退に終わってしまう。

## 芸風
主に漫才。客と店員を演じるコント漫才や、1つのテーマに沿ってファラオが荒唐無稽かつ淡々とボケて新道がツッコむネタなどがある。スタイルはたくさん間をとることも多い。ゆったりとしたテンポが多いが、結成初期のネタは今より普通の速さだった。ネタ作りは主に新道が行い10本ほど作ってファラオに渡し、ファラオが読んだ上でどれをやるのか話し合って決めるのが主なネタ決定の流れ。ファラオからNGが出ることも頻繁にあるという。なお単独ライブなどでコントを演じる機会もあり、2015年・2016年のキングオブコントでは準決勝まで進出している。
「要潤が好き」というネタがあり、DVD「馬鹿よ貴方は -第4回単独ライブ-」の発売記者発表で要本人にVTRで激励されたこともあるが、ファラオはあくまでネタでイジらせてもらっただけで、素晴らしい俳優だとは思っているが実際にそこまで好きというわけではない。なお、このネタを作ったきっかけはファラオの日常で「要潤」という名前が頭から離れず、新道が「それならネタを書いてみたらいいかな」と思ったことから。

## 賞レース成績・受賞歴など

### M-1グランプリ
| 年     | 結果         | エントリーNo. | 決勝戦キャッチコピー | 備考                                                            |
| ------ | ------------ | ------------- | -------------------- | --------------------------------------------------------------- |
| 2008年 | 1回戦敗退    |               |                      |                                                                 |
| 2009年 | 2回戦進出    |               |                      |                                                                 |
| 2010年 | 2回戦進出    |               |                      |                                                                 |
| 2015年 | 決勝8位      | 390           | 静かなる毒舌漫才     |                                                                 |
| 2016年 | 準決勝進出   | 295           |                      | GYAO!ワイルドカード枠、予選11位                                 |
| 2017年 | 準々決勝進出 | 719           |                      |                                                                 |
| 2018年 | 3回戦進出    | 642           |                      |                                                                 |
| 2019年 | 準々決勝進出 | 868           |                      |                                                                 |
| 2020年 | 2回戦進出    | 3475          |                      |                                                                 |
| 2021年 | 3回戦進出    | 2236          |                      |                                                                 |
| 2022年 | 1回戦敗退    | 1826          |                      | 過去に決勝戦を経験したコンビの1回戦敗退は初                     |
| 2023年 | 3回戦進出    | 2210          |                      | ラストイヤー                                                    |
| 2024年 | 2回戦進出    | 6905          |                      | 新道がアリと結成したユニット 「ベロニカ・ジャクソン・ジュニア」 |

### キングオブコント
- 2008年 1回戦敗退
- 2009年 1回戦敗退
- 2015年 準決勝進出
- 2016年 準決勝進出
- 2017年 準々決勝進出
- 2018年 2回戦進出
- 2019年 2回戦進出
- 2020年 準々決勝進出
- 2021年 準々決勝進出

### その他
- 2007年 R-1ぐらんぷり 1回戦敗退（新道）
- 2014年 日清食品 THE MANZAI 決勝進出（本戦サーキット3位）
- 2016年 第37回ABCお笑いグランプリ 決勝進出
- 2019年 ツギクル芸人グランプリ 決勝進出
- 2022年 Be-1グランプリ 1回戦敗退（新道が「素人代表」という芸名で出場）
- 2022年 G-1グランプリ 2回戦進出
- 2023年 Be-1グランプリ 1回戦敗退（新道が「ぼるピアノ92000ヒー」という芸名で出場）
- 2024年 R-1グランプリ 2回戦進出（新道）[43]
- 2024年 THE SECOND 〜漫才トーナメント〜 選考会出場
- 2025年 R-1グランプリ1回戦敗退（新道）[44]
- 2025年 THE SECOND 〜漫才トーナメント〜 選考会出場

## 出演番組

### テレビ
- 週刊スカパラニュース（BSスカパー!）- ファラオのみ（ナレーション）
- シリーズ・江戸川乱歩短編集II 妖しい愛の物語第1回「何者」（2016年12月26日、NHK BSプレミアム） - ファラオのみ（私(松村)役、朗読）

#### 過去のレギュラー出演
- バクモン学園（テレビ朝日、2017年4月3日 - 2017年10月17日）- レギュラー出演

### ラジオ

#### 現在の出演
- 新道竜巳のごみラジオ（YouTube、2015年7月5日 - ） - 新道のみ、不定期更新。
- 天才・ありぼんの元気が出るラジオ!! （FMからつ、2020年8月13日 - ） - ファラオのみ、不定期出演。

#### 過去の出演
- 大竹まこと ゴールデンラジオ!（文化放送）- 2014年11月6日、2016年10月13日
- Saturday Night Laugh → マイナビ Laughter Night（TBSラジオ） - 2015年5月23日[50]・9月5日[51]・12月19日[52]、2016年3月5日[53]・5月7日[54]、2017年12月29日[55]、2018年3月23日[56]・4月13日[57]・6月15日[58]・11月23日[59]
- たまむすび（TBSラジオ）

### ウェブ番組
- Feat.ソニーミュージックオーディション（2018年3月28日 - 、GYAO!） - MC[60]
- HEAVY METAL THUNDER!!!（2019年4月2日 - 橋山メイデンのYouTubeチャンネルより）ファラオのみ
- 褒めゴロ試合【TVer完全オリジナル】(2023年1月14日-、TVer) 新道のみ
- 風雲!たけし城（2023年4月28日、Amazon Prime Video）ファラオのみ

### オリジナルビデオ
- 団地妻は、わけあってヤリました。（2019年4月19日、リバプール）‐ ファラオのみ[61]

### CM
- ロト6 「ロトでなシンゴ篇」（2022年6月10日 - ） - ファラオのみ

## DVD
- 馬鹿よ貴方は -第4回単独ライブ-（ポニーキャニオン）- 2015年4月24日
- ぴんく-1ぐらんぷり（NYプロダクション、NYPRO-1）- 2016年4月29日[62]

## 主催ライブ

### 新道竜巳の喋喋喋る
新道が主催するトークライブ
| 年度   | 日程       | ゲスト                                                           | 備考 |
| ------ | ---------- | ---------------------------------------------------------------- | ---- |
| 2016年 | 10月13日   | しぶやまみ（U&Cエンタープライズ代表）                            |      |
| 2016年 | 10月20日   | マザー・テラサワ＆中尾拓彦（構成作家）                           |      |
| 2016年 | 10月27日   | 伊藤幸司（ランジャタイ）                                         |      |
| 2016年 | 11月3日    | ヤーレンズ                                                       |      |
| 2016年 | 11月24日   | 服部拓也（当時シルキーライン）＆にほんしゅ＆日本酒好きの一般人   |      |
| 2016年 | 11月30日   | ランジャタイ＆ハニーベージュ                                     |      |
| 2016年 | 12月8日    | 晴天サンティ                                                     |      |
| 2016年 | 12月8日    | ステレオパンダ                                                   |      |
| 2016年 | 12月15日   | ふるやいなや（スーパーニュウニュウ）                             |      |
| 2016年 | 12月22日   | ともしげ（モグライダー）                                         |      |
| 2017年 | 1月5日     | マッハスピード豪速球＆ランジャタイ                               |      |
| 2017年 | 1月12日    | 元祖いちごちゃん＆バベル                                         |      |
| 2017年 | 1月12日    | エル・カブキ                                                     |      |
| 2017年 | 1月19日    | みんとん＆お勧めの超若手2組                                      |      |
| 2017年 | 1月26日    | 森本晋太郎（トンツカタン）                                       |      |
| 2017年 | 2月2日     | 木村裕子                                                         |      |
| 2017年 | 2月9日     | 勝又                                                             |      |
| 2017年 | 2月9日     | 伊藤智博（LLR）                                                  |      |
| 2017年 | 2月16日    | すっきりソング                                                   |      |
| 2017年 | 2月16日    | 湘南デストラーデ                                                 |      |
| 2017年 | 2月23日    | 中野総子（日本エレキテル連合）                                   |      |
| 2017年 | 2月23日    | 橋本小雪（日本エレキテル連合）                                   |      |
| 2017年 | 3月2日     | 閃光少女                                                         |      |
| 2017年 | 3月2日     | 枝村明子                                                         |      |
| 2017年 | 3月30日    | 三日月マンハッタン                                               |      |
| 2017年 | 3月30日    | さらば青春の光                                                   |      |
| 2017年 | 4月7日     | 渡辺隆（錦鯉）＆豆山しんご（まめのき）                           |      |
| 2017年 | 4月7日     | 伊村製作所                                                       |      |
| 2017年 | 4月13日    | ウエストランド                                                   |      |
| 2017年 | 4月13日    | 安田義孝（ドドん）                                               |      |
| 2017年 | 4月20日    | なすなかにし                                                     |      |
| 2017年 | 4月20日    | クマムシ                                                         |      |
| 2017年 | 4月27日    | ラブレターズ                                                     |      |
| 2017年 | 4月27日    | チーモンチョーチュウ                                             |      |
| 2017年 | 5月5日     | パーパー                                                         |      |
| 2017年 | 5月5日     | 危険物てぃらてぃら                                               |      |
| 2017年 | 5月5日     | ダイタク                                                         |      |
| 2017年 | 5月11日    | お抹茶・菅原好謙（トンツカタン）                                 |      |
| 2017年 | 5月11日    | 岡野陽一（当時巨匠）                                             |      |
| 2017年 | 5月19日    | XXCLUB                                                           |      |
| 2017年 | 5月19日    | テラシマニアック＆ダイス                                         |      |
| 2017年 | 5月25日    | だーりんず                                                       |      |
| 2017年 | 5月25日    | ランジャタイ＆銀座ポップ                                         |      |
| 2017年 | 6月2日     | ロングロング                                                     |      |
| 2017年 | 6月2日     | モグライダー                                                     |      |
| 2017年 | 6月16日    | わたなべるんるん                                                 |      |
| 2017年 | 6月16日    | スーパーニュウニュウ                                             |      |
| 2017年 | 6月23日    | ハルカラ                                                         |      |
| 2017年 | 6月23日    | エルシャラカーニ                                                 |      |
| 2017年 | 6月30日    | 光永＆TEAM BANANA                                                |      |
| 2017年 | 6月30日    | ルシファー吉岡                                                   |      |
| 2017年 | 7月6日     | クマムシ                                                         |      |
| 2017年 | 7月6日     | 佐々木優介（磁石）                                               |      |
| 2017年 | 7月14日    | ジグザグジギー                                                   |      |
| 2017年 | 7月20日    | ねじ                                                             |      |
| 2017年 | 7月20日    | しぶやまみ（U&Cエンタープライズ代表）                            |      |
| 2017年 | 7月28日    | ヤーレンズ                                                       |      |
| 2017年 | 7月28日    | ナイチンゲールダンス                                             |      |
| 2017年 | 8月3日     | スーパー三助                                                     |      |
| 2017年 | 8月3日     | ラムズ                                                           |      |
| 2017年 | 8月11日    | なすなかにし                                                     |      |
| 2017年 | 8月11日    | ぽ〜くちょっぷ                                                   |      |
| 2017年 | 8月11日    | モダンタイムス                                                   |      |
| 2017年 | 8月18日    | ジョリー惑星                                                     |      |
| 2017年 | 8月18日    | 石出奈々子                                                       |      |
| 2017年 | 9月1日     | 野沢ダイブ禁止（虹の黄昏）                                       |      |
| 2017年 | 9月1日     | かまぼこ体育館（虹の黄昏）                                       |      |
| 2017年 | 9月6日     | ロビンソンズ                                                     |      |
| 2017年 | 9月6日     | ローズヒップファニーファニー                                     |      |
| 2017年 | 9月15日    | 紺野ぶるま                                                       |      |
| 2017年 | 9月15日    | ガール座                                                         |      |
| 2017年 | 9月18日    | 国崎和也（ランジャタイ）＆吉田大吾（POISON GIRL BAND）           |      |
| 2017年 | 9月18日    | ゴールデンエイジ                                                 |      |
| 2017年 | 9月18日    | にゃんこスター                                                   |      |
| 2017年 | 9月18日    | ジンカーズ                                                       |      |
| 2017年 | 9月28日    | エル・カブキ                                                     |      |
| 2017年 | 9月28日    | ゆーびーむ☆                                                      |      |
| 2017年 | 10月4日    | ピーマンズスタンダード                                           |      |
| 2017年 | 10月4日    | キャプテン渡辺                                                   |      |
| 2017年 | 10月12日   | 浜村凡平                                                         |      |
| 2017年 | 10月12日   | ななまがり                                                       |      |
| 2017年 | 10月26日   | 危険物てぃらてぃら                                               |      |
| 2017年 | 10月26日   | インディアンス                                                   |      |
| 2017年 | 10月26日   | 相席スタート                                                     |      |
| 2017年 | 11月17日   | バーゲンセール                                                   |      |
| 2017年 | 11月17日   | ターリーターキー                                                 |      |
| 2017年 | 11月17日   | あいあいパーティー                                               |      |
| 2017年 | 11月24日   | 完熟フレッシュ                                                   |      |
| 2017年 | 11月24日   | タイーク                                                         |      |
| 2017年 | 11月24日   | 曇天三男坊                                                       |      |
| 2017年 | 12月8日    | シルキーライン                                                   |      |
| 2017年 | 12月8日    | 四千頭身                                                         |      |
| 2017年 | 12月8日    | ストレッチーズ                                                   |      |
| 2017年 | 12月22日   | 卯月                                                             |      |
| 2017年 | 12月22日   | まんじゅう大帝国                                                 |      |
| 2017年 | 12月22日   | さすらいラビー                                                   |      |
| 2017年 | 12月29日   | どんぐりパワーズ                                                 |      |
| 2017年 | 12月29日   | 金属バット                                                       |      |
| 2018年 | 1月11日    | ランジャタイ＆まんじゅう大帝国                                   |      |
| 2018年 | 1月15日    | 元祖いちごちゃん                                                 |      |
| 2018年 | 1月15日    | 芝（モグライダー）                                               |      |
| 2018年 | 1月15日    | ともしげ（モグライダー）                                         |      |
| 2018年 | 1月21日    | パーパー                                                         |      |
| 2018年 | 1月21日    | 三拍子                                                           |      |
| 2018年 | 1月21日    | 小林アナ                                                         |      |
| 2018年 | 2月2日     | まちむすめ                                                       |      |
| 2018年 | 2月2日     | TOY                                                              |      |
| 2018年 | 2月2日     | ぷらんくしょん                                                   |      |
| 2018年 | 2月9日     | きえみ                                                           |      |
| 2018年 | 2月9日     | わらふぢなるお                                                   |      |
| 2018年 | 2月9日     | ガクヅケ                                                         |      |
| 2018年 | 2月18日    | 山口いく（当時アントワネット）＆アイドル鳥越（当時HENHEN事変）   |      |
| 2018年 | 2月18日    | フカミドリ                                                       |      |
| 2018年 | 2月18日    | コマンダンテ                                                     |      |
| 2018年 | 3月1日     | 太陽の小町                                                       |      |
| 2018年 | 3月1日     | 宮下草薙                                                         |      |
| 2018年 | 3月1日     | ギフト☆矢野                                                      |      |
| 2018年 | 3月4日     | かぎしっぽ                                                       |      |
| 2018年 | 3月4日     | アユチャンネル                                                   |      |
| 2018年 | 3月4日     | チャンス大城                                                     |      |
| 2018年 | 3月4日     | 槙尾ユウスケ（かもめんたる）                                     |      |
| 2018年 | 3月4日     | たきうえ（流れ星☆）                                              |      |
| 2018年 | 3月15日    | メトロポリちゃんV                                                |      |
| 2018年 | 3月15日    | 西村ヒロチョ                                                     |      |
| 2018年 | 3月15日    | おぐ（ロビンフット）                                             |      |
| 2018年 | 3月18日    | ラムズ                                                           |      |
| 2018年 | 3月18日    | スーパーニュウニュウ                                             |      |
| 2018年 | 3月18日    | 小出あかり                                                       |      |
| 2018年 | 4月5日     | ジンギスキャン                                                   |      |
| 2018年 | 4月5日     | 街裏ぴんく                                                       |      |
| 2018年 | 4月5日     | ザ・ギース                                                       |      |
| 2018年 | 4月12日    | 本間キッド（や団）                                               |      |
| 2018年 | 4月12日    | 中嶋亨（や団）                                                   |      |
| 2018年 | 4月12日    | ロングサイズ伊藤（や団）                                         |      |
| 2018年 | 4月22日    | はなしょー                                                       |      |
| 2018年 | 4月22日    | 加藤誉子                                                         |      |
| 2018年 | 4月22日    | ムーンライト                                                     |      |
| 2018年 | 5月2日     | ランジャタイ＆まんじゅう大帝国                                   |      |
| 2018年 | 5月2日     | ランジャタイ＆まんじゅう大帝国＆平井“ファラオ”光（馬鹿よ貴方は） |      |
| 2018年 | 5月2日     | ランジャタイ＆まんじゅう大帝国＆ともしげ（モグライダー）         |      |
| 2018年 | 5月3日     | 虹の黄昏                                                         |      |
| 2018年 | 5月3日     | 牧野ステテコ                                                     |      |
| 2018年 | 5月3日     | ニュークレープ                                                   |      |
| 2018年 | 5月3日     | まめのき                                                         |      |
| 2018年 | 5月3日     | ゾフィー                                                         |      |
| 2018年 | 5月10日    | マスオチョップ                                                   |      |
| 2018年 | 5月10日    | 真夜中クラシック                                                 |      |
| 2018年 | 5月10日    | エンぷレス                                                       |      |
| 2018年 | 5月17日    | オキシジェン                                                     |      |
| 2018年 | 5月17日    | ホタテーズ                                                       |      |
| 2018年 | 5月17日    | こじらせハスキー                                                 |      |
| 2018年 | 5月27日    | ねじ                                                             |      |
| 2018年 | 5月27日    | すごい論                                                         |      |
| 2018年 | 5月27日    | 東京ホテイソン                                                   |      |
| 2018年 | 5月27日    | Gたかし                                                          |      |
| 2018年 | 6月7日     | 安藤なつ（メイプル超合金）                                       |      |
| 2018年 | 6月7日     | ターリーターキー＆安藤なつ（メイプル超合金）                     |      |
| 2018年 | 6月7日     | 大吟嬢＆安藤なつ（メイプル超合金）                               |      |
| 2018年 | 6月21日    | いかちゃん                                                       |      |
| 2018年 | 6月21日    | がじゅまる                                                       |      |
| 2018年 | 6月21日    | ラムズ                                                           |      |
| 2018年 | 7月5日     | たぬきごはん                                                     |      |
| 2018年 | 7月5日     | LLR                                                              |      |
| 2018年 | 7月5日     | 大自然                                                           |      |
| 2018年 | 7月12日    | きったん                                                         |      |
| 2018年 | 7月12日    | あぁ〜しらき＆国崎幸司（ランジャタイ）                           |      |
| 2018年 | 7月12日    | 魔人無骨                                                         |      |
| 2018年 | 7月19日    | ジャイアントジャイアン                                           |      |
| 2018年 | 7月19日    | ツヨシっ!                                                        |      |
| 2018年 | 7月19日    | 石出奈々子                                                       |      |
| 2018年 | 8月3日     | らりるRIE                                                        |      |
| 2018年 | 8月3日     | 加藤ミリガン                                                     |      |
| 2018年 | 8月3日     | ミヤシタガク                                                     |      |
| 2018年 | 8月3日     | ラリー遠田                                                       |      |
| 2018年 | 8月9日     | 褒めて伸びるタイプ                                               |      |
| 2018年 | 8月9日     | ヒナ子                                                           |      |
| 2018年 | 8月9日     | 雪どけホッピング                                                 |      |
| 2018年 | 8月16日    | キュウ                                                           |      |
| 2018年 | 8月16日    | きみえ                                                           |      |
| 2018年 | 8月16日    | HENHEN事変                                                       |      |
| 2018年 | 9月6日     | いい塩梅                                                         |      |
| 2018年 | 9月6日     | マカロン                                                         |      |
| 2018年 | 9月6日     | バーゲンセール                                                   |      |
| 2018年 | 9月13日    | ニュークレープ                                                   |      |
| 2018年 | 9月13日    | しゃもじ                                                         |      |
| 2018年 | 9月13日    | 真空ジェシカ                                                     |      |
| 2018年 | 9月20日    | 松尾アトム前派出所                                               |      |
| 2018年 | 9月20日    | シティホテル3号室                                                |      |
| 2018年 | 9月20日    | ネコニスズ                                                       |      |
| 2018年 | 10月4日    | まんじゅう大帝国                                                 |      |
| 2018年 | 10月4日    | ランジャタイ                                                     |      |
| 2018年 | 10月4日    | 虹の黄昏                                                         |      |
| 2018年 | 10月11日   | Vipera                                                           |      |
| 2018年 | かぎしっぽ |                                                                  |      |
| 2018年 | 河邑ミク   |                                                                  |      |
| 2018年 | 10月18日   | スーパー3助（にゃんこスター）                                    |      |
| 2018年 | 10月18日   | 魔族                                                             |      |
| 2018年 | 10月18日   | 脳みそ夫                                                         |      |
| 2018年 | 11月1日    | としみつ（モダンタイムス）                                       |      |
| 2018年 | 11月1日    | マツモトクラブ                                                   |      |
| 2018年 | 11月15日   | たべごろピーチ                                                   |      |
| 2018年 | 11月15日   | しゃもじ                                                         |      |
| 2018年 | 11月15日   | スーパーニュウニュウ                                             |      |
| 2018年 | 11月18日   | 合わせみそ                                                       |      |
| 2018年 | 11月18日   | 西村                                                             |      |
| 2018年 | 11月18日   | 安藤なつ（メイプ超合金）                                         |      |
| 2018年 | 11月18日   | 根菜キャバレー                                                   |      |
| 2018年 | 11月18日   | モグライダー                                                     |      |
| 2018年 | 11月18日   | 桐野安生                                                         |      |
| 2018年 | 12月6日    | あぁ〜しらき                                                     |      |
| 2018年 | 12月6日    | 納言                                                             |      |
| 2018年 | 12月13日   | ターリーターキー                                                 |      |
| 2018年 | 12月13日   | ゆめまなこ                                                       |      |
| 2018年 | 12月13日   | シンクロニシティ                                                 |      |
| 2018年 | 12月13日   | 赤嶺総理                                                         |      |
| 2018年 | 12月20日   | わたなべるんるん                                                 |      |
| 2018年 | 12月20日   | バベル                                                           |      |
| 2018年 | 12月20日   | 吉住                                                             |      |
| 2018年 | 12月20日   | GAG                                                              |      |
| 2019年 | 1月3日     | 根菜キャバレー＆合わせみそ                                       |      |
| 2019年 | 1月3日     | 石田麻由香（当時ラムズ）                                         |      |
| 2019年 | 1月3日     | 風間春菜（当時ラムズ）                                           |      |
| 2019年 | 1月10日    | トム・ブラウン                                                   |      |
| 2019年 | 1月10日    | ロビンフット                                                     |      |
| 2019年 | 1月10日    | ランジャタイ＆ゆにばーす                                         |      |
| 2019年 | 1月10日    | マヂカルラブリー                                                 |      |
| 2019年 | 1月17日    | パーパー                                                         |      |
| 2019年 | 1月17日    | 三福エンターテイメント                                           |      |
| 2019年 | 1月17日    | 囲碁将棋                                                         |      |
| 2019年 | 2月7日     | 錦鯉                                                             |      |
| 2019年 | 2月7日     | 魔人無骨                                                         |      |
| 2019年 | 2月7日     | サンキュータツオ（米粒写経）                                     |      |
| 2019年 | 2月14日    | モグライダー                                                     |      |
| 2019年 | 2月14日    | 居島一平（米粒写経）                                             |      |
| 2019年 | 2月14日    | アンゴラ村長（にゃんこスター）                                   |      |
| 2019年 | 2月18日    | 岡野陽一                                                         |      |
| 2019年 | 2月18日    | ZAZY                                                             |      |
| 2019年 | 2月18日    | ナイチンゲールダンス                                             |      |
| 2019年 | 3月7日     | 寺田寛明                                                         |      |
| 2019年 | 3月7日     | 空気階段                                                         |      |
| 2019年 | 3月7日     | 根菜キャバレー                                                   |      |
| 2019年 | 3月14日    | サツキ                                                           |      |
| 2019年 | 3月14日    | 金魚番長                                                         |      |
| 2019年 | 3月14日    | 河邑ミク                                                         |      |
| 2019年 | 3月16日    | ツヨシっ!＆テラシマニアック                                      |      |
| 2019年 | 3月16日    | ステレオパンダ                                                   |      |
| 2019年 | 3月16日    | スーパーニュウニュウ＆浜村凡平太＆木村裕子                       |      |
| 2019年 | 3月21日    | 有元さくら子                                                     |      |
| 2019年 | 3月21日    | ニューヨーク                                                     |      |
| 2019年 | 3月21日    | さんだる                                                         |      |
| 2019年 | 3月21日    | デスペラード                                                     |      |
| 2019年 | 3月21日    | ラムズ＆オルガナイザーGX                                         |      |
| 2019年 | 3月21日    | 前田政二                                                         |      |
| 2019年 | 4月4日     | まんじゅう大帝国                                                 |      |
| 2019年 | 4月4日     | Gパンパンダ                                                      |      |
| 2019年 | 4月4日     | 大仰天                                                           |      |
| 2019年 | 4月18日    | 安田邦祐（当時コマンダンテ）                                     |      |
| 2019年 | 4月18日    | 石井輝明（当時コマンダンテ）                                     |      |
| 2019年 | 4月18日    | ゆにばーす                                                       |      |
| 2019年 | 5月2日     | かぎしっぽ                                                       |      |
| 2019年 | 5月2日     | ふでこ。                                                         |      |
| 2019年 | 5月2日     | バーゲンセール                                                   |      |
| 2019年 | 5月9日     | こがけん                                                         |      |
| 2019年 | 5月9日     | キャプテン渡辺                                                   |      |
| 2019年 | 5月9日     | アイアム野田（鬼ヶ島）                                           |      |
| 2019年 | 5月16日    | ハルカラ                                                         |      |
| 2019年 | 5月16日    | ういろうプリン                                                   |      |
| 2019年 | 5月16日    | みんなのたかみち                                                 |      |
| 2019年 | 6月13日    | アイドル鳥越                                                     |      |
| 2019年 | 6月13日    | マッハスピード豪速球                                             |      |
| 2019年 | 6月13日    | 押しだしましょう子                                               |      |
| 2019年 | 7月7日     | みほとけ                                                         |      |
| 2019年 | 7月7日     | てるてる娘                                                       |      |
| 2019年 | 7月7日     | レオちゃん                                                       |      |
| 2019年 | 7月7日     | ササユーキ                                                       |      |
| 2019年 | 7月11日    | 有元さくら子                                                     |      |
| 2019年 | 7月11日    | ダンシングヒーロー                                               |      |
| 2019年 | 7月11日    | つむぎ麦                                                         |      |
| 2019年 | 7月22日    | きったん（当時根菜キャバレー）                                   |      |
| 2019年 | 7月22日    | 天野舞（当時根菜キャバレー）                                     |      |
| 2019年 | 7月22日    | 根菜キャバレー                                                   |      |
| 2019年 | 8月3日     | ふでこ。                                                         |      |
| 2019年 | 8月3日     | 早川知里（危険物てぃらてぃら）                                   |      |
| 2019年 | 8月3日     | 高木ひとみ〇（ぽんぽこ）                                         |      |
| 2019年 | 8月3日     | そえじまひでき（ぼんぽこ）                                       |      |
| 2019年 | 8月3日     | ジョリー惑星                                                     |      |
| 2019年 | 8月3日     | ⊿あべみな（当時ジョリー惑星）                                    |      |
| 2019年 | 8月3日     | フラポテおおた（当時ジョリー惑星）                               |      |
| 2019年 | 8月3日     | あいあいパーティー                                               |      |
| 2019年 | 8月3日     | はなる                                                           |      |
| 2019年 | 8月3日     | ウメ                                                             |      |
| 2019年 | 8月3日     | ふるやいなや（スーパーニュウニュウ）                             |      |
| 2019年 | 8月3日     | むつみ（雨のレレ）                                               |      |
| 2019年 | 8月3日     | わたなべるんるん                                                 |      |
| 2019年 | 8月3日     | まとばゆう                                                       |      |
| 2019年 | 8月8日     | ともしげ（モグライダー）                                         |      |
| 2019年 | 8月8日     | 芝大輔（モグライダー）                                           |      |
| 2019年 | 8月8日     | モグライダー                                                     |      |
| 2019年 | 8月22日    | 野沢ダイブ禁止（虹の黄昏）                                       |      |
| 2019年 | 8月22日    | かまぼこ体育館（虹の黄昏）                                       |      |
| 2019年 | 8月22日    | 虹の黄昏                                                         |      |
| 2019年 | 9月5日     | わさびちゃん（当時バーゲンセール）                               |      |
| 2019年 | 9月5日     | 正子（当時バーゲンセール）                                       |      |
| 2019年 | 9月5日     | バーゲンセール                                                   |      |
| 2019年 | 9月7日     | ビバリーガール                                                   |      |
| 2019年 | 9月7日     | 車海老のダンス                                                   |      |
| 2019年 | 9月7日     | 河邑ミク                                                         |      |
| 2019年 | 9月7日     | 高杉ぽっぽ                                                       |      |
| 2019年 | 9月7日     | 地獄パワフル                                                     |      |
| 2019年 | 9月7日     | アイドル鳥越                                                     |      |
| 2019年 | 9月12日    | ヤーレンズ                                                       |      |
| 2019年 | 9月12日    | 納言                                                             |      |
| 2019年 | 9月12日    | シンクロニシティ                                                 |      |
| 2019年 | 9月19日    | 中村涼子                                                         |      |
| 2019年 | 9月19日    | 中村涼子＆ノディ（ツヨシっ!）                                    |      |
| 2019年 | 9月19日    | 中村涼子＆モチダ・ポ・ソフィ（ツヨシっ!）                        |      |
| 2019年 | 9月21日    | テトテ                                                           |      |
| 2019年 | 9月21日    | 高田ぽる子                                                       |      |
| 2019年 | 9月21日    | ロリィタ族。                                                     |      |
| 2019年 | 9月21日    | ラムズ                                                           |      |
| 2019年 | 9月26日    | 玉遥香（ターリーターキー）                                       |      |
| 2019年 | 9月26日    | 伊藤那美（ターリーターキー）                                     |      |
| 2019年 | 9月26日    | ターリーターキー                                                 |      |
| 2019年 | 10月3日    | ツヨシっ!＆高原けい                                              |      |
| 2019年 | 10月3日    | アイドル鳥越＆高原けい                                           |      |
| 2019年 | 10月3日    | たべごろピーチ＆高原けい                                         |      |
| 2019年 | 10月10日   | ひよしなかよし                                                   |      |
| 2019年 | 10月10日   | 中山功太                                                         |      |
| 2019年 | 10月10日   | ランジャタイ                                                     |      |
| 2019年 | 10月17日   | ママタルト                                                       |      |
| 2019年 | 10月17日   | 空気階段                                                         |      |
| 2019年 | 10月17日   | オズワルド                                                       |      |
| 2019年 | 10月22日   | 早川知里                                                         |      |
| 2019年 | 10月22日   | 早川知里                                                         |      |
| 2019年 | 10月22日   | 早川知里＆⊿あべみな                                              |      |
| 2019年 | 10月22日   | 早川知里＆高田ぽる子                                             |      |
| 2019年 | 10月22日   | 早川知里＆satomi                                                 |      |
| 2019年 | 10月22日   | みほとけ                                                         |      |
| 2019年 | 10月22日   | みほとけ                                                         |      |
| 2019年 | 11月7日    | まん☆だん太郎                                                    |      |
| 2019年 | 11月7日    | MORIYAMA                                                         |      |
| 2019年 | 11月7日    | エル・カブキ                                                     |      |
| 2019年 | 11月14日   | TCクラクション                                                   |      |
| 2019年 | 11月14日   | ぺこぱ                                                           |      |
| 2019年 | 11月14日   | 侍スライス                                                       |      |
| 2019年 | 11月24日   | 大吟嬢                                                           |      |
| 2019年 | 11月24日   | 危険物てぃらてぃら 早川                                          |      |
| 2019年 | 11月24日   | ラランド                                                         |      |
| 2019年 | 11月24日   | 石出奈々子                                                       |      |
| 2019年 | 11月24日   | はなる                                                           |      |
| 2019年 | 11月24日   | 高田ぽる子                                                       |      |
| 2019年 | 11月24日   | むろみさ                                                         |      |

ユニットライブ
- 馬鹿よ貴方は × メイプル超合金『馬鹿超合金』（2016年5月24日 東京・野方区民ホール）[63]

トークライブ
- 第一回 馬鹿よ貴方はトークライブ（2016年1月14日 東京・関交協ハーモニックホール） - 初トークライブ[64]